# Le Moulis
Pour les articles homonymes, voir Moulis.
Le Moulis est une marque commerciale utilisée pour une série de fromages au lait cru, thermisé ou pasteurisé, fabriqués par la laiterie « Fromagerie Moulis » établie à Moulis dans l'Ariège.
Ce sont des fromages  à pâte pressée non cuite qui peuvent être à base de différents laits (brebis, chèvre ou vache).

## Histoire
Depuis 2020, la tomme des Pyrénées au lait cru bénéficie d'une Indication géographique protégée et la fromagerie de Moulis fait partie de la dizaine d'entreprises artisanales concernées,.

## Produits

### Le Moulis pur brebis
Ce fromage est à base de lait de brebis, d'un poids moyen de 4 kg. 
Sa période de consommation idéale s'étale de mai à octobre après un affinage de 6 mois, mais il est aussi de mars à décembre.

### Le Moulis pur chèvre
Ce fromage est à base de lait de chèvre, d'un poids moyen de 3 kg. 
Sa période de consommation idéale s'étale de mai à septembre après un affinage de 4 à 6 mois, mais aussi d'avril à novembre. Il a une pâte souple.

### Le Moulis vache
Ce fromage est à base de  lait de vache, d'un poids moyen de 4 kg. 
Sa période de consommation idéale s'étale d'avril à septembre après un affinage de 4 mois, mais aussi de mars à novembre. Il a un goût prononcé.

### Le Moulis vache tomette
Ce petit fromage est à base de  lait de vache, d'un poids moyen de 450 grammes. 
Sa période de consommation idéale s'étale de juin à novembre après un affinage de 3 mois, mais aussi d'avril à décembre.